# 日帝强占下反民族行为真相纠明相关特别法
日帝強占下反民族行爲真相糾明相關特別法（：／），為大韓民國法律。
此法於2004年3月2日由國會通過，原名日帝強占下親日反民族行爲真相糾明相關特別法。同年12月改正案中，取消「親日」二字，立法之初並曾引起日、韓兩國外交問題。

## 介紹
此法設置“真相糾明委員會”，由大韓民國總統推薦4名、國會4名、最高裁長官3名計11名委員，調查「反民族行為」。

## 调查对象期间划分
亲日反民族行为的调查对象按照历史阶段分成三期：
- 第1期：1904年日俄戰爭 至 1919年三一運動
- 第2期：1919年三一運動 至 1937年中國抗日戰爭
- 第3期：1937年中國抗日戰爭 至 1945年八一五光復

## 调查报告
2006年7月3日发表亲日反民主行为者名单120人，活动时期为第1期，其中卖国、获得日本授予的贵族爵位的亲日分子27人，中枢院21人、一进会27人，其中包括带头迫害抗日义兵和积极支持日韓併合并进行宣传的亲日分子，著名亲日分子包括：
- 小说《血之泪》的作者、大韩报社社长李人稙(1907年)
- 全州警察署警部白成秀(1914年)
- 东洋拓殖株式会社设立委员金炯玉(1908年)

其中39名亲日分子的直系后人直接收到通知，其中81人没能查到其后人。
- 2007年12月6日發表2007年度調査報告書。最終確定第二期親日反民族行為者195人[1]，當中包括閔泳徽（민영휘）及宋秉畯。
- 2009年11月9日 - 在委員會於2009年11月30日停止運作者完成最後階段的調査報告書，並於11月25日發表。最終確定第三期親日反民族行為者705人，當中包括前總統朴正熙及《皇城新聞》主筆張志淵（장지연）[1]。

## 复核和异议
如果对被选定为亲日分子的结果有异议，收到通知60日内或官报公告开始74日内，可提交异议申请书。